# 남아프리카 공화국의 국기
남아프리카 공화국의 국기는 1994년 4월 27일 아파르트헤이트 정책이 폐지되면서 남아프리카 공화국의 문화를 모두 포괄할 수 있는 새 디자인으로 채택되었다. 여러 색의 문장이나 무늬가 들어있지 않은 국기들 중에서 6색 이상을 사용하는 국기는 남수단의 국기와 더불어 전 세계에서 단 두 경우 밖에 존재하지 않는다.
처음 채택할 때에는 색에 대해 따로 공식 해석을 붙이진 않았다. 시간이 흐르면서 국기의 디자인과 색에 대한 교감이 형성되고 있다. Y자 모양은 나라의 통합을 뜻하고, 빨강은 전쟁과 여러 분쟁에서 흘린 피를, 파랑은 하늘과 바다를, 녹색은 농업과 자연 환경을 상징한다. 노랑은 남아프리카 공화국의 자원, 특히 금을 상징하며, 검정은 남아프리카 공화국의 흑인과 아프리카를, 하양은 남아프리카 공화국의 백인과 평화를 나타낸다.

## 규격과 색상
남아프리카 공화국의 국기의 규격과 색상은 다음과 같다.

남아프리카 공화국의 국기 규격

| 색상 | 검정            | 초록               | 빨강                | 파랑               | 노랑                 | 하양                  |
| ---- | --------------- | ------------------ | ------------------- | ------------------ | -------------------- | --------------------- |
| RGB  | 0–0–0 (#000000) | 0–122–77 (#007847) | 222–56–49 (#E1392D) | 0–35–149 (#000C8A) | 255–182–18 (#FFB915) | 255–255–255 (#FFFFFF) |

## 그 외의 국기

해군기
공군기
공군기 (1994-2003)
방위군기 (1994-2003)

## 역대 국기

트란스발 공화국의 국기
오렌지 자유국의 국기
나탈리아 공화국의 국기
케이프 식민지의 기
오렌지강 식민지의 기
나탈 식민지의 기
트란스발 식민지의 기
1910년부터 1912년까지 사용된 남아프리카 연방의 국기 (적색)
1910년부터 1912년까지 사용된 남아프리카 연방의 국기 (청색)
1912년부터 1928년까지 사용된 남아프리카 연방의 국기
1928년부터 1982년까지 사용된 남아프리카 연방(1928년 ~ 1961년)/남아프리카 공화국(1961년 ~ 1982년)의 국기
1982년부터 1994년까지 사용된 남아프리카 공화국의 국기
1928년부터 1982년까지 사용된 남아프리카 연방(1928년 ~ 1961년)/남아프리카 공화국(1961년 ~ 1982년)의 국기에 그려진 3개의 작은 기. 왼쪽에 그려져 있는 유니언 잭은 영국의 지배를 받았던 케이프 식민지, 나탈 식민지를 뜻한다. 가운데와 오른쪽에는 보어 공화국의 국기가 그려져 있는데 가운데에는 오렌지 자유국의 국기, 오른쪽에는 트란스발 공화국의 국기가 각각 그려져 있다.
1982년부터 1994년까지 사용된 남아프리카 공화국의 국기에 그려진 3개의 작은 기. 왼쪽에 그려져 있는 유니언 잭은 영국의 지배를 받았던 케이프 식민지, 나탈 식민지를 뜻한다. 가운데와 오른쪽에는 보어 공화국의 국기가 그려져 있는데 가운데에는 오렌지 자유국의 국기, 오른쪽에는 트란스발 공화국의 국기가 각각 그려져 있다.
1992년 하계 올림픽에 참가한 남아프리카 공화국 선수단이 사용한 기
1994년 동계 올림픽에 참가한 남아프리카 공화국 선수단이 사용한 기

### 군사기

국방군기 (1947-1981년)
국방군기 (1981-1994년)
공군기 (1940-1951년)
공군기 (1951-1958년)
공군기 (1958-1967년, 1970-1981년)
공군기 (1967-1970년)
공군기 (1970-1981년)
공군기 (1981-1982년)
공군기 (1982-1994년)
해군기 (1946-1951년)
해군기 (1951-1952년)
해군기 (1952-1981년)
해군기 (1981-1994년)

### 반투스탄의 국기

벤다
트란스케이
시스케이
보푸사츠와나

## 같이 보기
- 남아프리카 공화국의 국장
- 남아프리카 공화국의 국가